# Андре Будріа
Андре Будріа (фр. André Boudrias, нар. 19 вересня 1943, Монреаль) — канадський хокеїст, що грав на позиції центрального нападника.
Володар Кубка Стенлі. Провів понад 600 матчів у Національній хокейній лізі.

## Ігрова кар'єра
Хокейну кар'єру розпочав 1961 року в Хокейній асоціації Онтаріо.
Протягом професійної клубної ігрової кар'єри, що тривала 16 років, захищав кольори команд «Монреаль Канадієнс», «Міннесота Норт-Старс», «Чикаго Блек Гокс», «Сент-Луїс Блюз», «Ванкувер Канакс» та «Квебек Нордікс».
Загалом провів 696 матчів у НХЛ, включаючи 34 гри плей-оф Кубка Стенлі.

## Інше
З початку 80-х років працював скаутом в клубах НХЛ «Монреаль Канадієнс» та «Нью-Джерсі Девілс», причому в останньому клубі він встиг відпрацюти асистентом головного тренера. Саме його вважають фундатором перемог «дияволів» у Кубку Стенлі 1995, 2000 та 2003 років.

## Статистика
| Сезон        | Клуб                        | Ліга         | Регулярний сезон | Регулярний сезон | Регулярний сезон | Регулярний сезон | Регулярний сезон | Плей-оф | Плей-оф | Плей-оф | Плей-оф | Плей-оф |
| Сезон        | Клуб                        | Ліга         | І                | Г                | П                | О                | ШХ               | І       | Г       | П       | О       | ШХ      |
| ------------ | --------------------------- | ------------ | ---------------- | ---------------- | ---------------- | ---------------- | ---------------- | ------- | ------- | ------- | ------- | ------- |
| 1961–62      | «Монреаль Юніорс Канадієнс» | ОХА          | 50               | 34               | 63               | 97               | 0                | —       | —       | —       | —       | —       |
| 1962–63      | «Монреаль Юніорс Канадієнс» | ОХА          | 50               | 12               | 43               | 55               | 0                | —       | —       | —       | —       | —       |
| 1963–64      | «Монреаль Юніорс Канадієнс» | ОХА          | 55               | 38               | 97               | 135              | 0                | —       | —       | —       | —       | —       |
| 1963–64      | «Монреаль Канадієнс»        | НХЛ          | 4                | 1                | 4                | 5                | 2                | —       | —       | —       | —       | —       |
| 1964–65      | «Квебек Ейсес»              | АХЛ          | 14               | 4                | 9                | 13               | 43               | —       | —       | —       | —       | —       |
| 1964–65      | «Монреаль Канадієнс»        | НХЛ          | 1                | 0                | 0                | 0                | 2                | —       | —       | —       | —       | —       |
| 1965–66      | «Квебек Ейсес»              | АХЛ          | 1                | 2                | 0                | 2                | 0                | —       | —       | —       | —       | —       |
| 1966–67      | «Монреаль Канадієнс»        | НХЛ          | 2                | 0                | 1                | 1                | 0                | —       | —       | —       | —       | —       |
| 1967–68      | «Міннесота Норт-Старс»      | НХЛ          | 74               | 18               | 35               | 53               | 42               | 14      | 3       | 6       | 9       | 8       |
| 1968–69      | «Міннесота Норт-Старс»      | НХЛ          | 53               | 4                | 9                | 13               | 6                | —       | —       | —       | —       | —       |
| 1968–69      | «Чикаго Блек Гокс»          | НХЛ          | 20               | 4                | 10               | 14               | 4                | —       | —       | —       | —       | —       |
| 1969–70      | «Сент-Луїс Блюз»            | НХЛ          | 50               | 3                | 14               | 17               | 20               | 14      | 2       | 4       | 6       | 4       |
| 1970–71      | «Ванкувер Канакс»           | НХЛ          | 77               | 25               | 41               | 66               | 16               | —       | —       | —       | —       | —       |
| 1971–72      | «Ванкувер Канакс»           | НХЛ          | 78               | 27               | 34               | 61               | 16               | —       | —       | —       | —       | —       |
| 1972–73      | «Ванкувер Канакс»           | НХЛ          | 77               | 30               | 40               | 70               | 24               | —       | —       | —       | —       | —       |
| 1973–74      | «Ванкувер Канакс»           | НХЛ          | 78               | 16               | 59               | 75               | 18               | —       | —       | —       | —       | —       |
| 1974–75      | «Ванкувер Канакс»           | НХЛ          | 77               | 16               | 62               | 78               | 46               | 5       | 1       | 0       | 1       | 0       |
| 1975–76      | «Ванкувер Канакс»           | НХЛ          | 71               | 7                | 31               | 38               | 10               | 1       | 0       | 0       | 0       | 0       |
| 1976–77      | «Квебек Нордікс»            | ВХА          | 74               | 12               | 31               | 43               | 12               | 17      | 3       | 12      | 15      | 6       |
| 1977–78      | «Квебек Нордікс»            | ВХА          | 66               | 10               | 17               | 27               | 22               | 11      | 0       | 2       | 2       | 4       |
| Усього в НХЛ | Усього в НХЛ                | Усього в НХЛ | 662              | 151              | 340              | 491              | 216              | 34      | 6       | 10      | 16      | 12      |
| Усього у ВХА | Усього у ВХА                | Усього у ВХА | 140              | 22               | 48               | 70               | 34               | 28      | 3       | 14      | 17      | 10      |